# Kusatsu onsen
Kusatsu onsen (草津温泉) est une station thermale du Japon située dans le bourg de Kusatsu (préfecture de Gunma), au nord-ouest de Tokyo, la capitale japonaise.
Cette station était connue de longue date puis est devenue une des plus célèbres du Japon après que son eau a été recommandée pour ses qualités thérapeutiques par Erwin Bälz, le médecin allemand de la famille impériale du Japon.

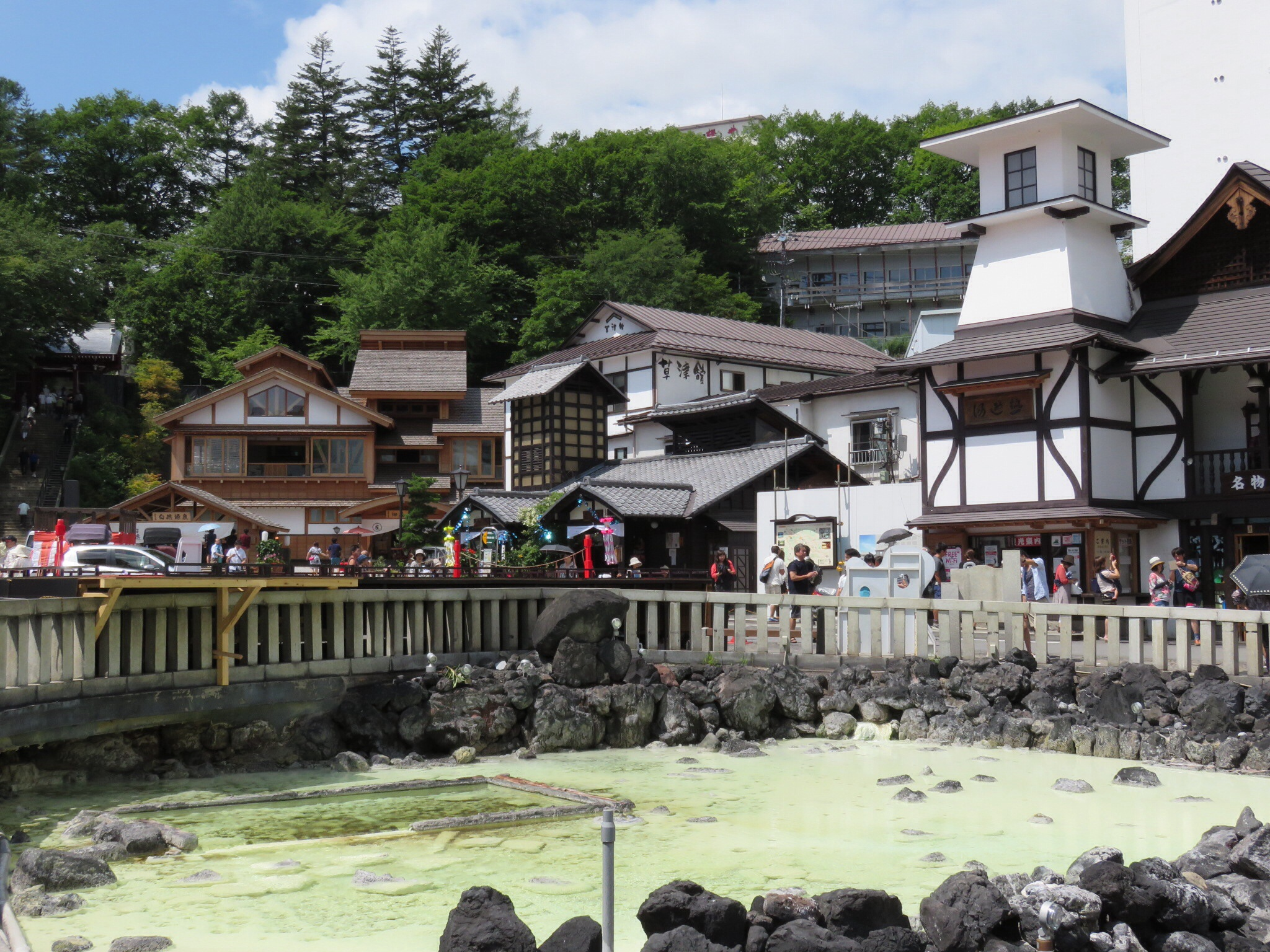
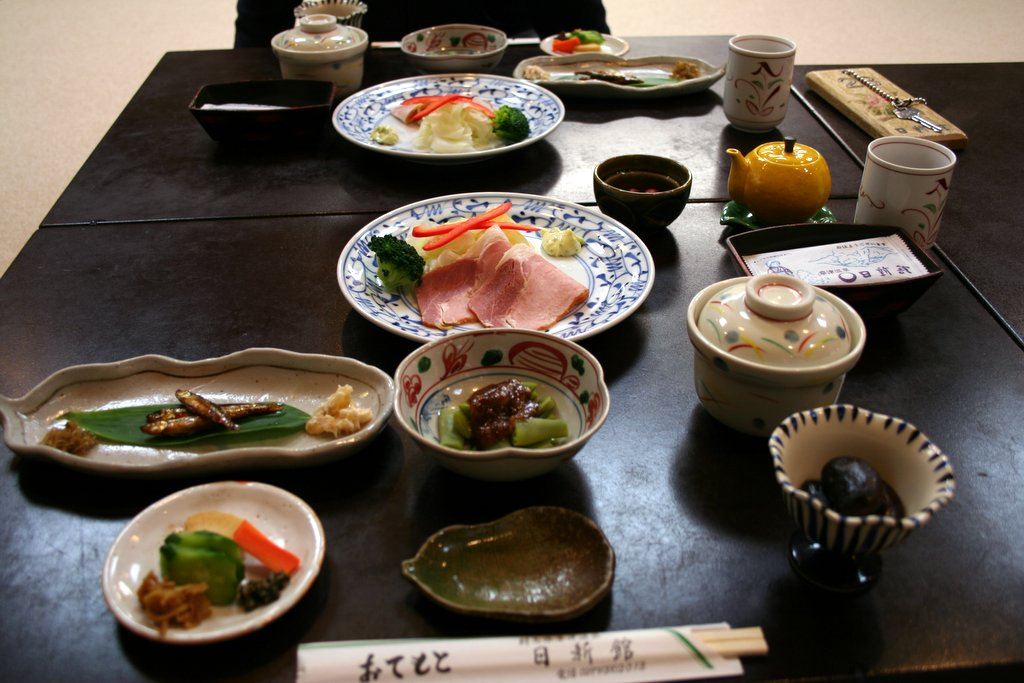
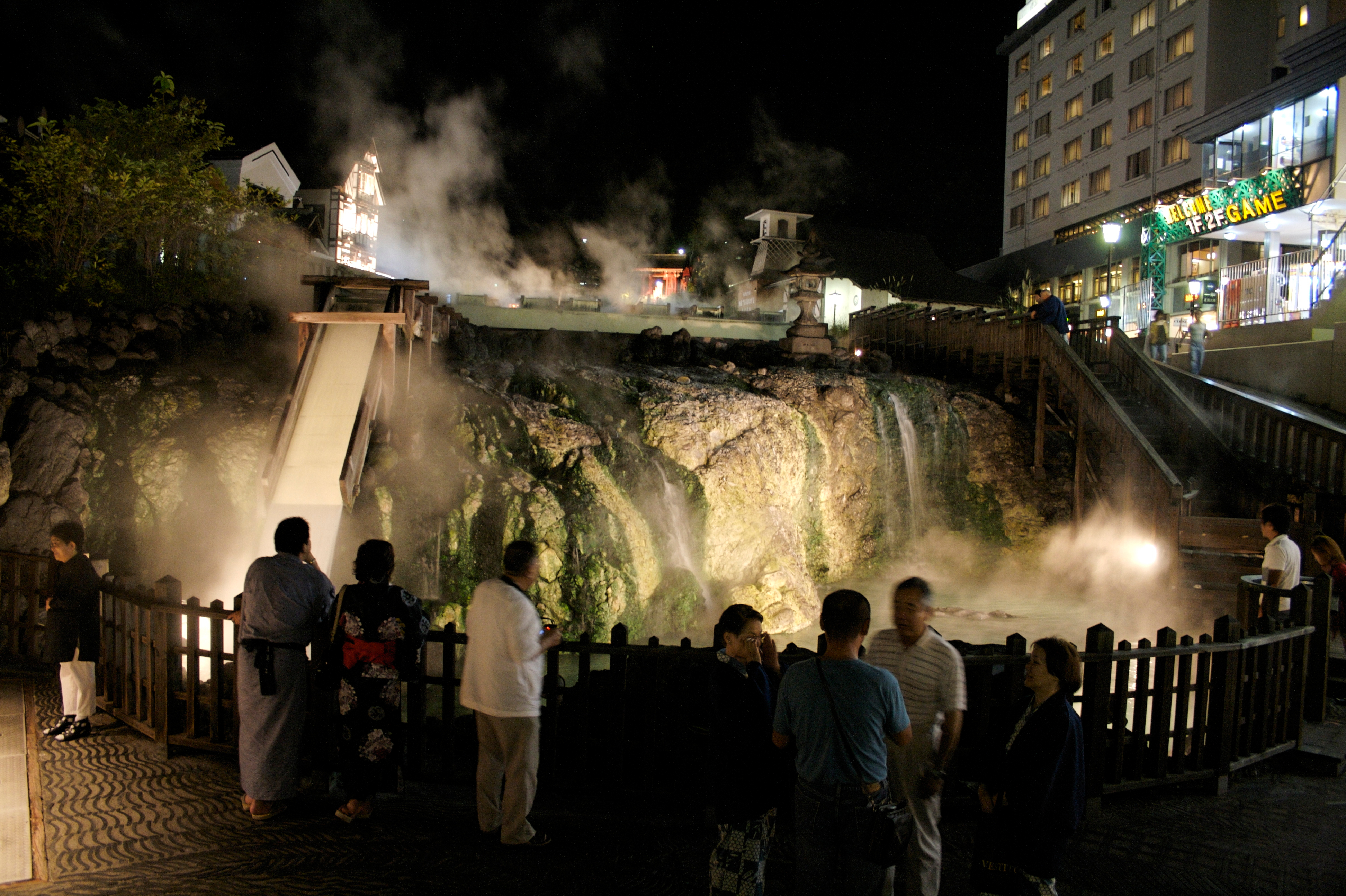
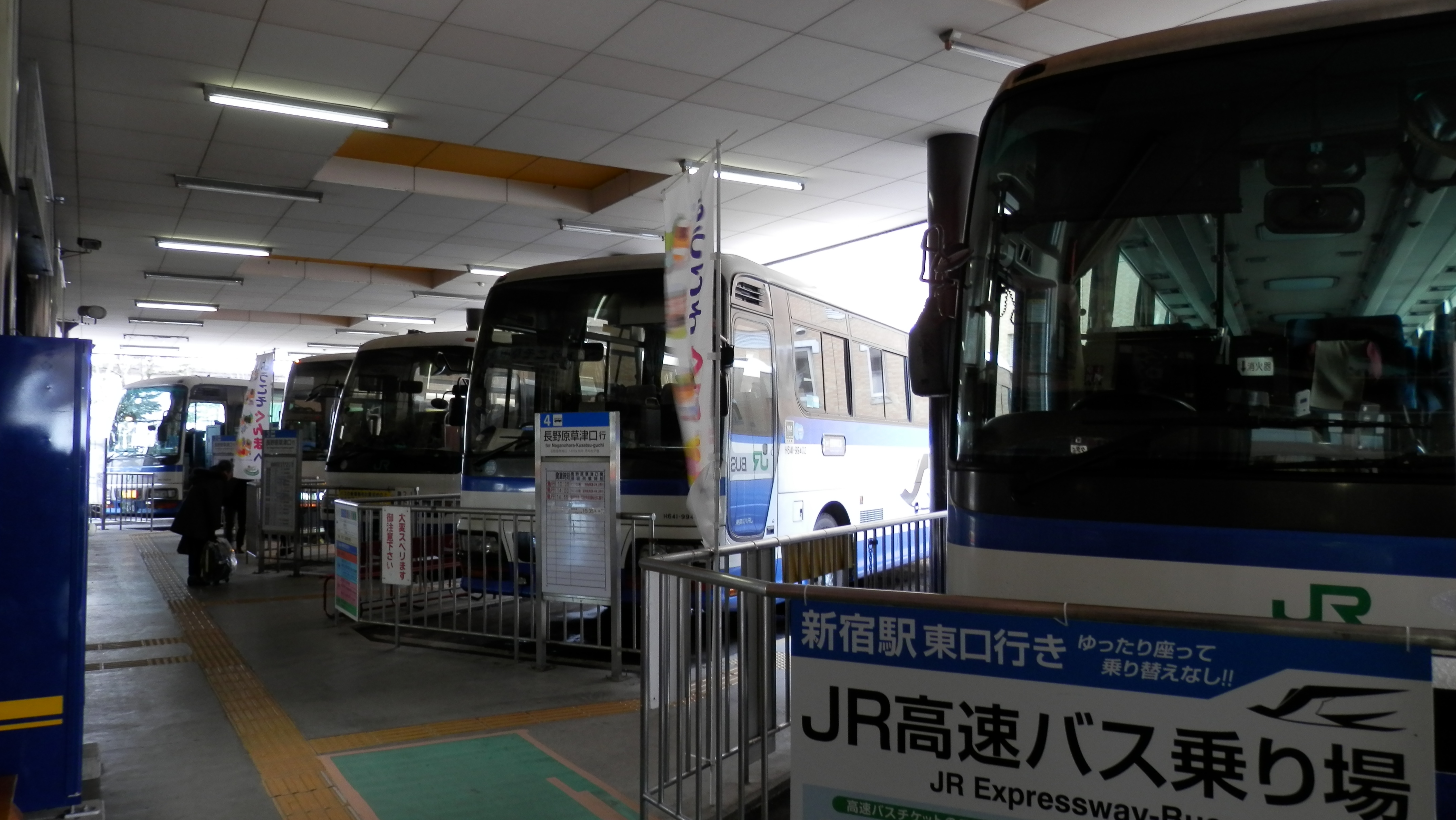